# Buckow (Märkische Schweiz)
Pour les articles homonymes, voir Buckow (homonymie).
Buckow (Märkische Schweiz), autrefois Buckow (en polonais : Buków), est une ville allemande de l'arrondissement de Märkisch-Pays de l'Oder, dans le Land de Brandebourg. La commune située au centre du parc naturel de Märkische Schweiz est une station thermale reconnue par l'État.

## Géographie
La Märkische Schweiz (« Suisse de la Marche [de Brandebourg] ») est un paysage vallonné formé par la dernière période glaciaire, riche en bois et lacs. Le parc naturel fixé en 1990, avec une superficie de 205 km², est le plus ancien du Brandebourg. Buckow, le lieu principal se trouve à environ 60 km à l'est de Berlin.
La commune comprend les quartiers de Buckow et Hasenholz.
|               | Oberbarnim                 | Märkische Höhe |
| Strausberg    | Buckow (Märkische Schweiz) |                |
| Garzau-Garzin | Waldsieversdorf            | Müncheberg     |

Buckow (Märkische Schweiz) est accessible par la Bundesstraße 168 qui mène à Müncheberg et à la Bundesstraße 1/5 au sud.

## Histoire

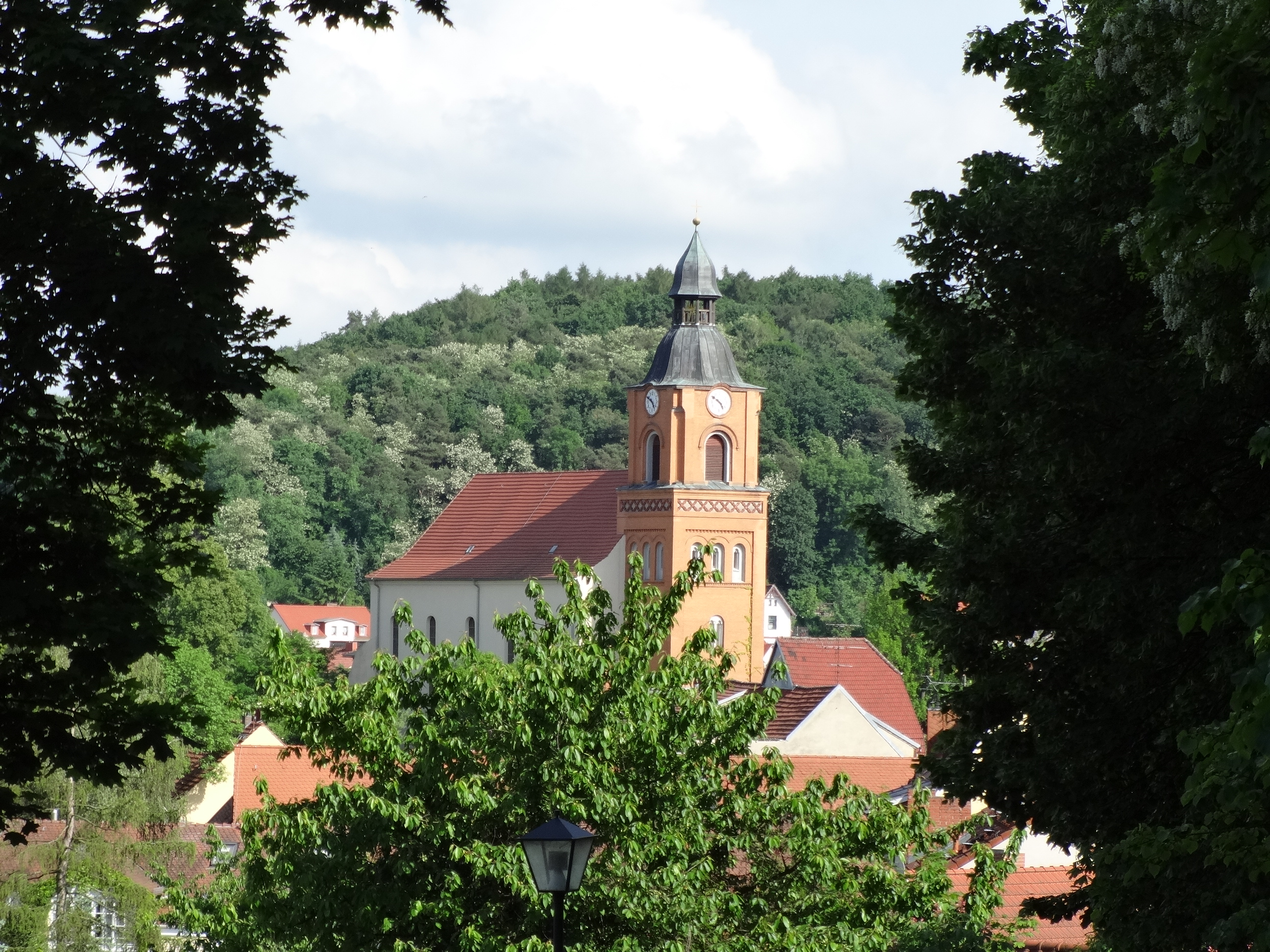
Église paroissiale.

Buckow est à l'origine une colonie slave ; les découvertes archéologiques suggèrent un premier établissement des « Polanes » au IXe siècle. À cette époque, elle est située à la frontière occidentale du pays de Lubusz (Lebus) s'étendant de part et d'autre du fleuve Oder, qui en 1025 faisait partie du premier royaume de Pologne des Piast sous le règne de Boleslas Ier le Vaillant. Plus à l'ouest, la marche de Brandebourg est fondée en 1157 par le margrave Albert l'Ours au cours de la colonisation germanique.
Depuis la mort du seigneur polonais Boleslas III Bouche-Torse en 1138, le pays appartenait aux ducs de Silésie. En 1224, le duc Henri Ier le Barbu offre des terres aux abbayes silésiennes de Lubiąż et de Trzebnica, ce qui favorise l'arrivée de nombreux paysans et citoyens notamment de la Saxe. Son petit-fils Mieszko de Lubusz mourut en 1242 sans héritier. Quelques années plus tard, son frère aîné Boleslas II le Chauve, à ce temps duc silésien de Legnica, a transmis le pays de Lubusz aux archevêques de Magdebourg. La perte du pays a transformé la région qui s’est germanisée.
De 1249 à 1251, le pays de Lubusz est remise à l'archevêque Wilbrand. Son successeur Rodolphe installe en 1253 des moines de Lubiąż à « villa Buchowe » ; c'est la première mention officielle du lieu. En même temps les margraves ascaniens de Brandebourg, descendants d'Albert l'Ours, étendirent leur domination vers l'est couvrant tous les domains jusqu'à la rive orientale de l'Oder (la future Nouvelle-Marche). Buckow apparaît également dans le registre brandebourgeois de l'empereur Charles IV en 1375. Le 17 avril 1432, le lieu fut devasté pendant les croisades contre les hussites.
Au seuil de l'époque moderne, Buckow obtint le droit de tenir marché par l'électeur Frédéric II de Brandebourg en 1465 ; les citoyens ont reçu les droits municipaux vers l'an 1550. À partir de 1688, les domaines étaient la propriété du maréchal brandebourgeois Heino Heinrich von Flemming (1632–1706) et ses descendants.

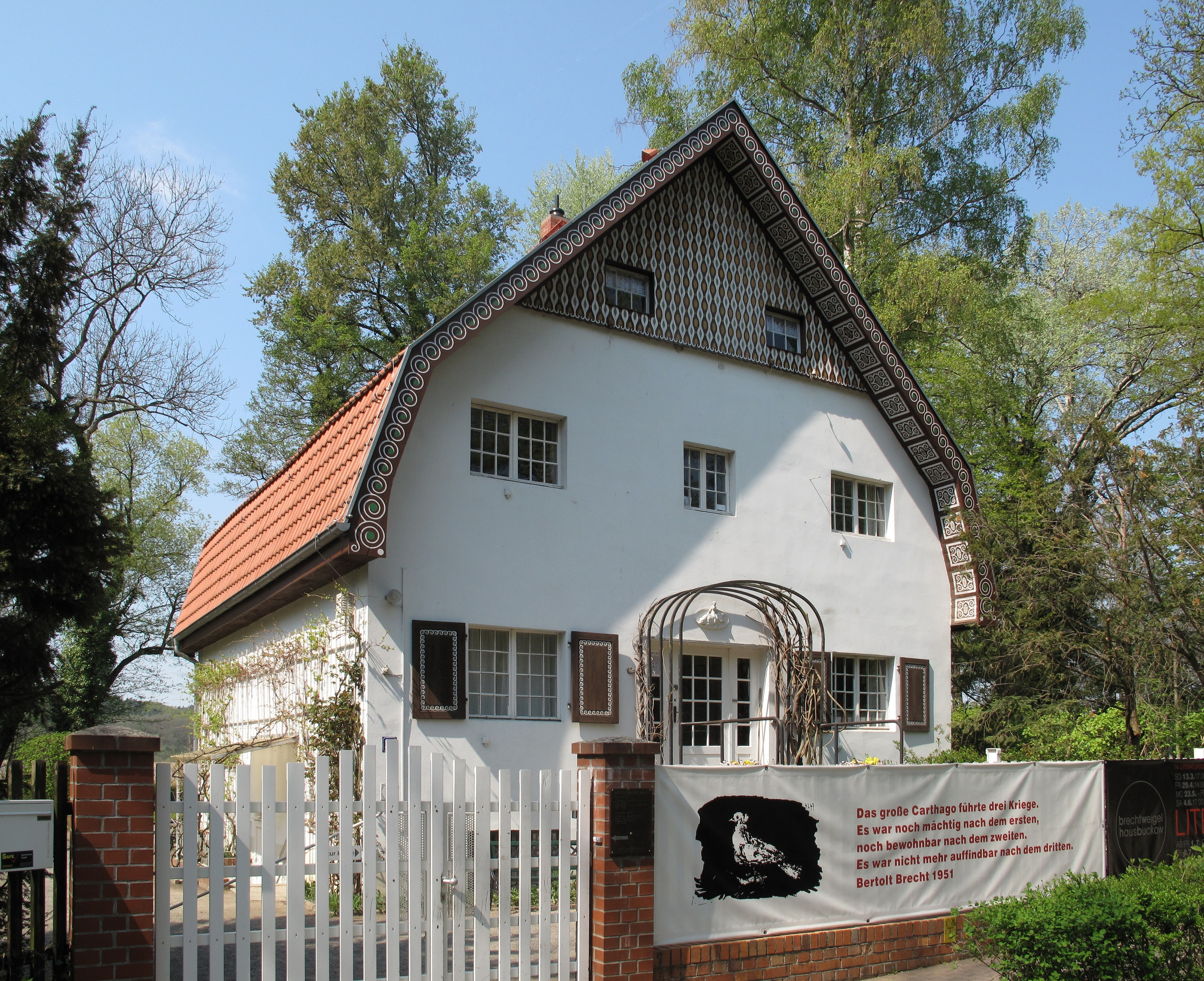
Brecht-Weigel-Haus.

L'inauguration de la ligne de Prusse-Orientale en 1865 puis de la bifurcation à Buckow (Buckower Kleinbahn) en 1895 redonnent un nouveau développement économique grâce au tourisme. Des gens aisés de haut rang construisent des villas estivales richement décorées puis vient le monde culturel berlinois, notamment Egon Erwin Kisch et John Heartfield. Les époux Bertolt Brecht et Helene Weigel déménagent à Buckow dans les années 1950 dans une maison d'été au bord du Schermützelsee. Ici Brecht écrivit le cycle de poèmes nommé Buckower Elegien après l'insurrection de juin 1953 en Allemagne de l'Est. En 1977, la Brecht-Weigel-Haus (de) devient un musée.
Le 30 décembre 2004, le ministère de l'Intérieur de Brandebourg approuve le changement du nom officiel de la ville de Buckow en Buckow (Märkische Schweiz) avec effet au 1er février 2005.

## Jumelages
- Brilon (Rhénanie-du-Nord-Westphalie)
- Adare (Irlande)
- Łagów (Pologne)

## Personnalités liées à la commune
- Georg Adam von Pfuhl (1618–1672), général prussien
- Heino Heinrich von Flemming (1632–1706), gouverneur de Berlin
- Theodor Fontane (1819–1898), écrivain
- Edmund von Flemming (1827–1897), homme politique
- Bertolt Brecht (1898–1956), écrivain, vit de 1952 à 1956 à Buckow
- Helene Weigel (1900–1971), actrice, vit de 1952 à 1956 à Buckow
- Otto Schulz-Kampfhenkel (1910–1989), géographe
- Käthe Reichel (1926–2012), actrice
- Harro Hess (1935–2011), géologue
- Ralf Dahrendorf (1929–2009), sociologue
- Rolf-Ulrich Kaiser (né en 1943) auteur, compositeur et producteur
- Christian Pauls (né en 1944), diplomate

## Source
- (de) Cet article est partiellement ou en totalité issu de l’article de Wikipédia en allemand intitulé « Buckow (Märkische Schweiz) » (voir la liste des auteurs).